# Jacksonville (Texas)
Jacksonville é uma cidade localizada no estado norte-americano do Texas, no Condado de Cherokee.

## Demografia
Segundo o censo norte-americano de 2000, a sua população era de 13.868 habitantes.
Em 2006, foi estimada uma população de 14.402, um aumento de 534 (3.9%).

## Geografia
De acordo com o United States Census Bureau tem uma área de
36,6 km², dos quais 36,6 km² cobertos por terra e 0,0 km² cobertos por água.

## Localidades na vizinhança
O diagrama seguinte representa as localidades num raio de 24 km ao redor de Jacksonville.